# Tabi (Angola)
Tabi – miasto w Angoli, w prowincji Bengo.